# Giovanni Giacomo Schiaffinati
Giovanni Giacomo Schiaffinati (Milão, 10 de setembro de 1451 - Roma, 9 de dezembro de 1497) foi um cardeal do século XV.

## Primeiros anos
Nasceu em Milão em 10 de setembro de 1451. Filho de Tonello Schiaffinati, nobre milanês. Ele tinha três irmãos, Gabriele, que era bispo de Gap e auxiliava Giovanni como administrador dos assuntos espirituais e temporais de Parma; Filippo e Andréa. Seu primeiro nome também está listado como Jacopo; e seu sobrenome como Sclafenati; como Sclafinato; e como Esclafenato. Ele foi chamado de Cardeal Parmense.

## Vida pregressa
Chamberlain do Papa Sisto IV. Auditor da Sagrada Rota Romana. Arcipreste da basílica de Ss. Celso e Giuliano, Roma. Cânon do capítulo da basílica patriarcal do Vaticano. Eleito em 3 de julho de 1480, clérigo e secretário do Sagrado Colégio Cardinalício em substituição a Stefano Burelli, assassinado pouco antes, e prestou juramento na mesma noite diante do cardeal Giovanni Battista Zeno, camerlengo do Sagrado Colégio. Grande Reitor do Capítulo da Catedral de Saint Lambert em Liège; ele renunciou ao cargo em 1485. Prefeito do Castello Sant'Angelo .

## Episcopado
Eleito bispo de Parma em 30 de dezembro de 1482; ocupou a sé até sua morte. Consagrado (nenhuma informação encontrada).

## Cardinalato
Criado cardeal sacerdote no consistório de 15 de novembro de 1483 celebrado na basílica patriarcal do Vaticano; recebeu o título de S. Stefano em Monte Celio em 15 de novembro de 1483; recebeu o chapéu vermelho em 19 de novembro de 1483. Participou do conclave de 1484, que elegeu o Papa Inocêncio VIII. Optou pelo título de Santa Cecília, em 17 de novembro de 1484; manteve o título de S. Stefano em Monte Celio em comenda até sua morte. Abade comendador de S. Leonardo di Siponto de 1485. Chegou a Roma vindo de Gênova, à frente do cardeal Giuliano della Rovere, em 12 de novembro de 1486. Em 1487, foi para Roma, e foi um dos assinantes de uma bula do Papa Sisto. 4; ele também esteve presente nas exéquias da rainha Carlota de Chipre. Decretou, por estatuto público, assinado também pelo clero e pela comuna da cidade, que a festa da Imaculada Conceição da Bem-Aventurada Virgem Maria fosse celebrada com devota pompa; Parma foi uma das primeiras cidades a solenizar essa festa. Participou do conclave de 1492, que elegeu o Papa Alexandre VI. Recebeu do novo Papa Alexandre VI ricos benefícios, conforme lhe havia prometido durante o conclave; foi nomeado abade comendador do mosteiro cisterciense de Ripolta em 26 de agosto de 1492. Em 26 de janeiro de 1493, renunciou à comenda do mosteiro de S. Nazario em Novara e obteve a comenda do mosteiro de S. Dionígio em Milão. Em 10 de março de 1494 renunciou à comenda do mosteiro de São Pedro, diocese do Porto, Portugal. Foi a Orvieto com o papa em 27 de maio de 1495 por causa do avanço de um exército francês em direção a Roma; retornaram a Roma no dia 27 de junho seguinte. Ele esteve em Roma em dezembro do mesmo ano, durante a enchente do rio Tibre.
Morreu em Roma em 9 de dezembro de 1497. Sepultado no claustro da igreja de S. Agostino, em Roma, onde o seu irmão Filippo, cavaleiro da Ordem de São João de Jerusalém, construiu um monumento em sua memória com uma longa inscrição. Todos os seus benefícios foram dados pelo Papa Alexandre VI ao Cardeal Cesare Borgia.